# Vibe (журнал)
Vibe — американський розважальний музичний журнал, заснований продюсерами Девідом Зальцманом і Квінсі Джонсом у 1993 році. Видання спеціалізується на висвітленні новин в основному афро-американської музичної культури, зокрема про виконавців фанку, ритм-н-блюзу, електронної музики та хіп-хопу. Також у деяких випусках журналу приділяється увага і кінематографу.
Vibe створений Квінсі Джонсом в 1993 році, в той час, коли Джонс перебував у партнерстві з компанією Time Inc. Але через деякий час у Джонса виникли серйозні розбіжності із представниками видавництва. Після низки гучних скандалів, 1996 року Miller Publishing викуповує журнал.
На початку 2000-х популярність Vibe сильно зросла. Журнал став серйозним конкурентом таким виданням як Rolling Stone і Spin, в основному за рахунок того, що Vibe публікував статті на різні теми сучасної музики, на відміну від Rolling Stone або Spin, які були орієнтовані тільки на рок- і поп-музику. Але незважаючи на це 30 червня 2009, було оголошено, що Miller Publishing закривається і відповідно припиняється випуск журналу. Квінсі Джонсу після закриття йому довелося фінансувати друк власними коштами; Джонс зізнався, що тоді виникла думка зробити Vibe інтернет-виданням.
У 2012 році InterMedia Partners викупила всі права на Vibe і фактично відродила випуск журналу. Співробітники видавництва заявили, що готові воскресити такий легендарний бренд. Крім друкованого Vibe були також відкриті інтернет-портали Vibe.com та VibeVixen.com.
Але 25 квітня 2013 року стало відомо, що Private Equity Fund InterMedia Partners, разом з Vibe.com та VibeVixen.com, продає журнал Spin Media за невідому суму з нез'ясованої причини. До кінця 2013 року тираж журналу було скорочено. Spin Media пояснили це нерентабельністю друкованих видань нашого часу цифрових технологій. З'явилися чутки про вже остаточне закриття журналу, але вони поки що не підтвердилися.
У грудні 2016 року Eldridge Industries придбала SpinMedia через Hollywood Reporter-Billboard Media Group за нерозголошену суму.

## Vibe Awards
Починаючи з 2003 року, Vibe виробляв і транслював своє щорічне шоу нагород на UPN до 2006 року та VH1 Soul у 2007 році.
Під час запису нагород Vibe Awards 2004 в ангарі аеропорту Санта-Моніки стався інцидент, коли репер G-Unit Young Buck вдарив ножем 26-річного уродженця Лос-Анджелеса Джиммі Джеймса Джонсона після того, як Джонсон підійшов до Dr. Dre попросити автограф, а потім напав на нього. Пізніше Young Buck відмовився заперечувати звинувачення у «нападі, який може спричинити тяжкі тілесні ушкодження», і був засуджений до трьох років умовно та 80 годин громадських робіт.